# Надольна (Мазовецьке воєводство)
Надольна (пол. Nadolna) — село в Польщі, у гміні Хлевіська Шидловецького повіту Мазовецького воєводства. Населення — 155 осіб (2011).
У 1975—1998 роках село належало до Радомського воєводства.

## Демографія
Демографічна структура станом на 31 березня 2011 року:
|          | Загалом | Допрацездатний вік | Працездатний вік | Постпрацездатний вік |
| -------- | ------- | ------------------ | ---------------- | -------------------- |
| Чоловіки | 76      | 9                  | 57               | 10                   |
| Жінки    | 79      | 19                 | 40               | 20                   |
| Разом    | 155     | 28                 | 97               | 30                   |